# Hypolimnas
Hypolimnas es un género de lepidópteros perteneciente a la subfamilia  Nymphalinae en la familia Nymphalidae que se encuentra en África, Asia, y Oceanía. Una especie, Hypolimnas misippus, se encuentra en África, Asia y las Indias Occidentales; ocasionalmente llega hasta el continente. Es la única especie de Hypolimnas que se encuentra en América y solo raramente.

## Especies
Lista de especies.
- Hypolimnas alimena (Linnaeus, 1758)
- Hypolimnas anomala (Wallace, 1869)
- Hypolimnas antevorta (Distant, 1880)
- Hypolimnas anthedon (Doubleday, 1845)
- Hypolimnas antilope (Cramer, [1777])
- Hypolimnas aubergeri Hecq, 1987
- Hypolimnas aurifascia Mengel, 1903
- Hypolimnas bartteloti Grose-Smith, 1890
- Hypolimnas bolina (Linnaeus, 1758)
- Hypolimnas chapmani (Hewitson, 1873)
- Hypolimnas deceptor (Trimen, 1873)
- Hypolimnas deois Hewitson, 1858
- Hypolimnas dexithea (Hewitson, 1863)
- Hypolimnas dinarcha (Hewitson, 1865)
- Hypolimnas diomea Hewitson, 1861
- Hypolimnas dimona Fruhstorfer, 1912
- Hypolimnas euploeoides Rothschild, 1915
- Hypolimnas fraterna Wallace, 1869
- Hypolimnas inopinata Waterhouse, 1920
- Hypolimnas macarthuri Neidhoefer, 1972
- Hypolimnas mechowi (Dewitz, 1884)
- Hypolimnas misippus (Linnaeus, 1764)
- Hypolimnas monteironis (Druce, 1874)
- Hypolimnas octocula Butler, 1869
- Hypolimnas pandarus (Linnaeus, 1758)
- Hypolimnas pithoeka Kirsch, 1877
- Hypolimnas salmacis (Druce, 1773)
- Hypolimnas saundersii (Hewitson, 1869)
- Hypolimnas usambara (Ward, 1872)